# Голбица
Голби́ца (бел. Галбі́ца), в верховьях Зарежанка (бел. Заражанка) — река в Витебской области Белоруссии, правый приток Дисны.

## Названия
Основное название реки на русском языке — Голбица, на белорусском — Галбіца. В русскоязычных источниках также присутствуют варианты Голбеица и Голбейца, в белорусскоязычных — Галбеіца, Галубейка, Галбяіца.
Верхнее и среднее течение реки носят альтернативное название: по-русски — Зарежанка, по-белорусски — Заражанка.
Название балтского происхождения, связано с литовским gulbis «лебедь». Согласно К. Буге, первоначальное название лучше сохранилось в виде названия озера Голбея (а также названия одноименной деревни на берегу озера), через которое река течет, и реконструируется как Gulbijа́.
Согласно другой точке зрения, гидроним Голбея (Голбица) имеет финно-угорское происхождение и может быть переведен как «болотная река» либо «река, текущая по низине», что соответствует природным особенностям реки.

## Гидрография
Длина реки — 63 км, площадь водосборного бассейна — 1050 км², среднегодовой расход воды в устье — 6,6 м³/с, средний наклон водной поверхности — 0,97 м/км.
Исток Голбицы располагается на территории Поставского района рядом с деревней Глинские, недалеко от границы с Докшицким районом и приблизительно в 25 км к северо-западу от города Докшицы. Река протекает главным образом по Поставскому району. В верховьях течёт по его границе с Докшицким районом, сразу после чего — на небольшом участке по границе с Мядельским районом Минской области, а на последних километрах течения образует границу Поставского и Шарковщинского районов. Устье расположено по правому берегу Дисны, неподалёку от деревни Куриловичи.
От истока река течёт на запад, у деревни Сергеевичи поворачивает на север. В среднем течении последовательно протекает через озёра Заднее и Голбея. Вплоть до озера Голбея именуется Зарежанка, по выходу из этого озера — Голбица.
В верхнем и среднем течении Голбица протекает в границах Свенцянской возвышенности, в нижнем — по Полоцкой низине. Долина трапециевидная, её ширина составляет 200—400 м. Склоны долины преимущественно пологие, высотой от 4—6 м до 15—20 м. Пойма шириной 50-150 м, в верховьях заболоченная. Русло в верхнем течении на протяжении 11 км канализировано, в среднем и нижнем течении извилистое. Ширина в межень до озера Заднее не превышает 4—8 м, после озера Голбица увеличивается до 20—30 м. Берега крутые, за исключением низовий.
Во время половодья, длящегося до 7 дней, уровень воды в реке может повышаться на 1,5 м. На это период приходится около 61 % годового стока.
Основные притоки — Амшара, Лавриха, Шурица, Половица (левые); Чёртка, Корнеевка, Ласица, Плисовка, Берёзовка (правые).
На реке организовано несколько прудов: около деревень Кезик (площадь 22 га) и Дуниловичи (площадь 22 га), а также возле городского поселка Воропаево (площадь 47 га). Река принимает сток множества мелиорационных каналов.

## Населённые пункты
Крупнейшие населённые пункты на реке — городской посёлок Воропаево; агрогородок Дуниловичи, а также сёла и деревни Серги, Сергеевичи, Голбея, Гута, Войтехи.